# Niederländische Badmintonmeisterschaft 1953
Die Niederländische Badmintonmeisterschaft 1953 war die 12. Auflage der nationalen Titelkämpfe im Badminton in den Niederlanden. Die Meisterschaft wurde in Haarlem ausgetragen.

## Titelträger
| Disziplin    | Sieger                           |
| ------------ | -------------------------------- |
| Herreneinzel | Edward H. den Hoed               |
| Dameneinzel  | Annie W. Koch                    |
| Herrendoppel | J. M. de Haas Edward H. den Hoed |
| Damendoppel  | nicht ausgetragen                |
| Mixed        | Leen Verhoef Els Robbé           |